# الميثاق الاتحادي الانتقالي لجمهورية الصومال
الميثاق الاتحادي الانتقالي للجمهورية الصومالية هو الوثيقة المنظمة الرئيسية للصومال. تمت كتابته والموافقة عليه في فبراير 2004 ويمثل إحدى المؤسسات الفيدرالية الانتقالية إلى جانب البرلمان الاتحادي الانتقالي، وهو الفرع التشريعي،والحكومة الاتحادية الانتقالية، الفرع التنفيذي.
تميز الميثاق عن الدستور الوطني والذي تم تمييزه كوثيقة منفصلة (الفصل 4، المادة 11، القسم 3 (أ)).
في 1 أغسطس 2012، وافقت الجمعية التأسيسية الوطنية المكونة من 825 عضوًا على دستور مؤقت جديد بنسبة 96 ٪. 

## الفصل الأول
ينص الفصل الأول من الميثاق على أن الحكومة الفيدرالية الانتقالية هي الحكومة ذات السيادة في الصومال (المادة 1) ويمنح الحكومة سيادة القانون على الأمة (المادة 3).

ويعرف الصومال في المادة 3 على أن له الحدود التالية:
(أ) الشمال؛ خليج عدن
(ب) الشمال الغربي؛ جيبوتي
(ج) الغرب؛ إثيوبيا
(د) الجنوب والجنوب الغربي؛ كينيا

(هـ) الشرق؛ المحيط الهندي
كما تنص المادة 4 على أن جميع النزاعات المتعلقة بالتعارض بين القوانين الوطنية والميثاق يجب أن تعرض على المحكمة العليا للفصل فيها. 

## الفصل الثاني
- تعلن مقديشو عاصمة، ويمنح البرلمان الحق في تمرير القوانين المتعلقة بحكمها (المادة 5).
- يحدد العلم والشعار (المادة 6) والتي تستخدم، جنبًا إلى جنب مع النشيد الوطني والختم العام، كرموز وطنية (المادة 9).
- يُعرّف الصومالية والعربية باللغتين الوطنيتين الرسميتين، واللغتين الإنجليزية والإيطالية كلغات ثانوية (المادة 7).
- يُعرّف الإسلام على أنه الدين الوطني والشريعة كأساس للتشريع الوطني (المادة 8).

## الفصل الثالث
يمنح هذا الفصل الجنسية لجميع الأشخاص الذين كانوا من مواطني الجمهورية الصومالية وقت دخول الميثاق حيز التنفيذ وتمتد الجنسية إلى جميع من ولدوا في جمهورية الصومال، أو الذين كان والدهم من مواطني جمهورية الصومال، لفترة طويلة. لأن ذلك لا يتعارض مع الجنسيات الأخرى (المادة 10).

## الفصل الرابع
يعرّف هذا الفصل الحكومة على أنها اتحاد ويصف طبيعة الحكومة الفيدرالية. يحدد نطاق وهيكل الجمهورية كتسلسل هرمي (المادة 11):
- الحكومة الاتحادية الانتقالية على المستوى الوطني
- حكومات الولايات حيث «تتحد منطقتان أو أكثر، بناءً على إرادتهم الحرة».
- الإدارات الإقليمية
- إدارات المقاطعات

على سبيل المثال، ستكون بونتلاند مؤهلة لتكون حكومة ولاية، إذا اختارت أن تظل منظمة داخل هذا الهيكل.
كما يدعو إلى إجراء تعداد وطني وصياغة دستور جديد من قبل لجنة دستور اتحادية وإقرار الدستور من خلال استفتاء وطني. كما يحدد وزارة الشؤون الاتحادية والدستورية لتتولى هذه الشؤون.
يتم استدعاء الأجهزة المساعدة أيضًا: المراجع العام والمدعي العام والمحاسب العام ومحافظ البنك المركزي (المادة 12).

## الفصل الخامس
يتناول هذا الفصل عددًا من الحقوق المدنية الشخصية:
- حقوق الإنسان والكرامة (المادة 14)
- مساواة المواطنين أمام القانون (المادة 15)
- الحق في الحياة والحرية الشخصية والأمن (المادة 16)
- الحقوق المتعلقة بالإجراءات القانونية (المادة 17)
- العمل (المادة 18)
- الحق في التجمع وحرية الإضراب (المادة 19)
- حرية الإعلام (المادة 20)
- الحق في تأسيس الأحزاب السياسية (المادة 21)
- الحق في إنشاء المنظمات الاجتماعية (المادة 22)
- اللجوء السياسي (المادة 23)
- التعليم (المادة 24)
- حماية الأسرة (المادة 25)
- الرعاية الاجتماعية (المادة 26)
- الاقتصاد (المادة 27)

## الفصل السادس إلى العاشر
تحدد الفصول العديدة التالية أفرع الحكومة:
- الفصل السادس: البرلمان الاتحادي الانتقالي
- الفصل السابع: الرئيس
- الفصل الثامن: السلطة التنفيذية والوزراء
- الفصل التاسع: القضاء
- الفصل العاشر: قوات الأمن والدفاع

## الفصل الحادي عشر إلى الرابع عشر
تغطي هذه الفصول السياسات المتعلقة بإدارة الدولة ككل.
- الفصل الحادي عشر: يحدد سياسات الأراضي والموارد الطبيعية والبيئة في الصومال.
- الفصل الثاني عشر: الهيئات المستقلة واللجان الإدارية
- الفصل الثالث عشر: العلاقات الدولية والثنائية

## الفصل الخامس عشر والسادس عشر
يمنح هذان الفصلان البرلمان سلطة تعديل الميثاق وتنص على أن أي شيء لا يشمله الميثاق يجب أن يحكمه دستور الصومال لعام 1960 وتحدد العوامل الأخرى للفترة الانتقالية.

## قوائم
- القائمة الأولى - صلاحيات الحكومة الاتحادية الانتقالية
- القائمة الثانية - سلطات حكومات الولايات
- القائمة الثالثة - تقارير لجان المصالحة الخمس المنبثقة عن مؤتمر المصالحة الوطنية الصومالية في كينيا 2002-2003.
- القائمة الرابعة - المندوبين والقادة السياسيين والجماعات السياسية.

## روابط خارجية
- الميثاق الاتحادي الانتقالي لجمهورية الصومال